# Nicola Vettori
Nicola Vettori (ur. 6 maja 1971 w Parmie) – włoski trener siatkówki, wicemistrz świata jako statystyk reprezentacji Polski w 2006. Był też m.in. asystentem Giuseppe Bosettiego w reprezentacji juniorek Szwajcarii. Od sezonu 2018/2019 został trenerem drużyny UNI Opole.

## Kariera
Jako zawodnik występował w drużynie trenowanej przez Gian Paolo Montaliego. Jako samodzielny trener pracował z kilkoma klubami z Serii C, m.in. Cariparma, w latach 1999–2000 prowadził natomiast luksemburski męski klub pierwszoligowy Diekirch, z którym występował w europejskich rozgrywkach pucharowych. W 2001 objął drużynę Voléro Zurych ze Szwajcarii. Trenował młodziczki z klubu Energetyk Poznań oraz pomagał Markowi Jankowiakowi szkolić seniorki. Pracował również w Skrze Bełchatów. W 2007 objął stanowisko trenera GTPS Gorzów Wielkopolski. Prowadził zespół teoretycznie, gdyż nie było go podczas przygotowań do rozgrywek, bo w tym czasie pracował jako analityk z męską reprezentacją Polski. Odszedł w grudniu 2007. Następnie współpracował z Raúlem Lozano w reprezentacji Niemiec. Przed sezonem 2010/2011 został drugim trenerem Farta Kielce. Od 7 grudnia 2011 drugi trener KS Piecobiogazu Murowana Goślina. Od sierpnia 2013 był trenerem drugoligowego zespołu kobiet KS Energetyk Poznań.

## Przebieg kariery
| 1999–2000                 | CHEV Diekirch                   | mężczyźni | I trener         |
| 2001–2002                 | Reprezentacja Szwajcarii        | kobiety   | asystent trenera |
| 2001–2002                 | Voléro Zurych                   | kobiety   | I trener         |
| 2004–2005                 | KS Energetyk Poznań             | kobiety   | II trener        |
| 2005–2008                 | Reprezentacja Polski            | mężczyźni | statystyk        |
| 2006–2007                 | BOT Skra Bełchatów              | mężczyźni | statystyk        |
| 2007 (do 12.12.2007)      | GTPS Gorzów Wielkopolski        | mężczyźni | I trener         |
| 2008                      | Itas Diatec Trentino            | mężczyźni | statystyk        |
| 2008–2009                 | Cariparma SiGrade Parma         | kobiety   | statystyk        |
| 2009–2010                 | Reprezentacja Niemec            | mężczyźni | asystent trenera |
| 2009–2010                 | AZS UAM Poznań                  | mężczyźni | I trener         |
| 2010–2011                 | Fart Kielce                     | mężczyźni | asystent trenera |
| 2011–2012 (od 07.12.2011) | KS Piecobiogaz Murowana Goślina | kobiety   | asystent trenera |
| 2013–2015 (od 24.01.2013) | KS Energetyk Poznań             | kobiety   | I trener         |
| 2015–2016                 | PTPS Piła                       | kobiety   | I trener         |
| 2016–2018                 | Budowlani Toruń                 | kobiety   | I trener         |
| 2018–                     | UNI Opole                       | kobiety   | I trener         |
| 2022–                     | Reprezentacja Polski            | kobiety   | asystent trenera |

## Sukcesy klubowe
I liga polska kobiet:
- 2021
- 2012, 2020